# Fábio Oliveira (football)
Pour les articles homonymes, voir Fábio Oliveira et Oliveira.
Fábio de Jesus Oliveira (né le 30 mars 1981 à Ipatinga, Brésil), appelé plus simplement Fábio Oliveira, est un ancien footballeur brésilien naturalisé togolais qui jouait au poste de milieu de terrain.

## En sélection nationale
| Compétition            | Année | Sélections | Buts |
| ---------------------- | ----- | ---------- | ---- |
| Eliminatoires CAN 2004 | 2003  | 2          | 0    |
| Amical                 | 2003  | 1          | 0    |

| Totaux | 2003 | 3 | 0 |
| ------ | ---- | - | - |